# Alecanopsis grandis
Alecanopsis grandis är en insektsart som beskrevs av Green 1924. Alecanopsis grandis ingår i släktet Alecanopsis och familjen skålsköldlöss. Inga underarter finns listade i Catalogue of Life.